# سلسلة القتل (فلم)
سلسلة القتل (بالإنجليزية: Kill Chain) فيلم إثارة أمريكي من نوع «نيو نوار neo-noir» لعام 2019 من تأليف وإخراج كين سانزيل وبطولة نيكولاس كيج. صدر في الولايات المتحدة 18 أكتوبر 2019.

## طاقم التمثيل
نيكولاس كيج: في دور أراينا
إنريكو كولانتوني: في دور القناص القديم
ريان كوانتن: في دور إريكسون
أنابيل أكوستا: في دور المرأة ذات الرداء الأحمر
عليمي بالارد: في دور القاتل الغريب
انجي سيبيدا: في دور المرأة السيئة جدا
إيدي مارتينيز: في دور سانشيز
جون بيدويا: في دور ميغيل
بيدرو كالفو: في دور القاتل اللئيم
يوسف تانجاريف: في دور اوسو
لونا باكستر: في دور جيجي
خوان أندريس أنجولو: في دور فتى التوصيل
هيكتور الكسندر جوميز: في دور فرانكو
ايلين خيمينيز: في دور ابنة فرانكو
سارة اليزابيث أفيلا: في دور ابنة فرانكو الثانية

## ملخص أحداث الفيلم
يحدث تبادل إطلاق نار في غرفة فندق بين اثنين من القتلة، ينتج عن ذلك ليلة طويلة من الجثث تتساقط مثل الدومينو، بينما نتبع سلسلة من رجال الشرطة الفاسدين، ورجال العصابات والقتلة، وامرأة مثيرة ومرتزقة سابقين من خلال التقاء القتل والخيانة والانتقام والتضحية.

## استقبال الفيلم
كتب موقع «ايه +موفيز A+ Movies»: «يضع المخرج كين سانزيل الكثير من الحوارات غير المنطقية ذات المعنى على أفواه شخصياته، والتفاعل بين الشخصيات مرتبك، وتأثير الدومينو المشار إليه في العنوان لا يطور أبدًا القوة اللازمة».
كتب الموقع الفرنسي أكشانيرد ACTIONERD: «الفيلم ليس أسوأ فيلم لعام 2019. ليس هناك شغف أمام الكاميرا أو خلفها. يحاول التاريخ شيئًا ما، لكنه لا يستطيع تحقيقه. مخرج الفيلم ليس جيدًا بما يكفي لتحقيق هدفه. الجميع يفتقرون إلى الشرارة اللازمة لإشعال الشعلة لإنقاذ الفيلم من الكارثة».
كتب الموقع الألماني أكشن فروندي Actionfreunde: «بصرف النظر عن حقيقة أنه يتخلى عن ادعائه الرئيسي، فإن فيلم» سلسلة القتل«ليس فيلمًا سيئًا بأي حال من الأحوال. خاصة وأن القصة المشوشة في البداية تحصل على هيكل من منتصف الفيلم ويضمن الممثل الوحيد الرائع نيكولاس كيج المشاركة».

## وصلات خارجية
- سلسلة القتل على موقع IMDb (الإنجليزية)
- سلسلة القتل على موقع روتن توميتوز (الإنجليزية)
- سلسلة القتل على موقع قاعدة بيانات الفيلم (الإنجليزية)
- سلسلة القتل على موقع ليتربوكسد (الإنجليزية)
- سلسلة القتل على موقع كينوبويسك (الروسية)